# Charles-François Lebrun
Charles-François Lebrun (francès: Charles-François Lebrun, duc de Plaisance)  (Saint-Sauveur-Lendelin, 19 de març de 1739 - Sainte-Mesme, 16 de juny de 1824) fou tercer cònsol i príncep-arxitresorer del Primer Imperi Francès.
Fou un dels diputats dels Estats Generals de França, que, el 20 de juny de 1789, van ser presents al jurament del jeu de paume.

## Biografia

### Joventut i període precedent a la Revolució Francesa
Era el quart fill de Paul Lebrun, petit propietari agrícola (per al qui comprarà, el 1777, el càrrec de secretari del rei) i de Louise Le Cronier. Charles-François fou educat com els seus altres set germans per un abat i una familiar que li donaren una educació rudimentària, abans d'enviar-lo a l'escola de Coutances, i després al Collège des Grassin, que formava part de l'antiga Universitat de París, que acollia principalment els joves de la diòcesi. Allí hi aprengué el llatí, el grec clàssic, l'italià, l'espanyol i l'anglès, llengües que parlava fluidament a l'edat de vint anys. Va seguir, a continuació, estudis de filosofia al Collège de Navarre, que també formava part de la Universitat de París. En descobrir Montesquieu va desitjar ardentment d'estudiar la constitució del regne de Gran Bretanya. A tal fi, va partir en un llarg periple que el portà a Bèlgica, a Holanda, arribant a la fi a Anglaterra el 1762. Va assistir regularment a les sessions del Parlament d'Anglaterra on aprengué a apreciar el sistema que ell hagués volgut poder adaptar per a França.
De retorn a França, va emprendre la carrera de dret amb el professor Lorry, qui el presentà al primer president del parlament de París, René Nicolas de Maupeou, que el nomenà preceptor per al seu fill primogènit.
Duran aquest període va traduir la Ilíada d'Homer, havent traduït posteriorment, també, l'Odissea.
Maupeou va ser nomenat canceller el 1768. Aleshores Lebrun va comprar una oficina del pagador d'anualitats. De 1771 a 1774, Maupeou va reformar el sistema de justícia. Lebrun, que és el seu secretari, escriu els preàmbuls dels edictes, fins al punt que digue: "Què seria Maupeou sense Lebrun? ". Aleshores era "inspector del domini de la Corona", qualitat que va declarar quan es va casar el 1773 amb Anne Delagoutte, filla d'un advocat al Parlament de París.
La caiguda en desgracia de Maupeou, vinguda amb la mort de Lluís XV de França, porta a la de Lebrun, però també al final de la reforma i, per tant, a la restauració dels parlaments. Encara que seguia al seu protector en la seva desgràcia, Lebrun va mantenir els seus ingressos i va començar a escriure. Poc després, va publicar una traducció de Tasso: Jerusalem alliberada. Diu la llegenda que aquest llibre formava part de les lectures de Bonaparte encara a Brienne. El 1779, va comprar el Château de Grillon, prop de Dourdan, l'antiga residència de Jean-François Regnard. Sovint s'hi retirava lluny de l'enrenou de París, per viure segons els principis de Rousseau. No va ser fins al govern de Necker que el varen tornar a cridar, però només com a conseller i segurament per amistat per part de Necker.

## De la Revolució al 18 de Brumari
El 1789, poc abans de la Revolució, va publicar La voix du Citoyen, un llibre que alguns descriuen com premonitori de la seqüència dels fets. El 25 de març de 1789 va ser elegit diputat del tercer estat de la baillia de Dourdan als Estats Generals. En aquesta ocasió, renuncia als seus privilegis "pecuniaris i onerosos per al tercer estat". El 20 de juny va prestar el jurament. Està molt implicat en la funció de diputat: nomenat membre de la comissió d'aportacions de les Corts Constituents, n'és el ponent; també és el redactor de nombrosos projectes de llei. S'assegura no incorporar-se a cap grup i, per tant, seguir sent independent. Això li valgué l'amistat de molts diputats moderats, tant que fou proposat a la presidència de l'assemblea, però fou derrotat per l'abat Montesquiou.
Arran de la dissolució de l'assemblea constituent, el 16 de maig de 1791, i la impossibilitat dels seus diputats de presentar-se a la reelecció, va tornar al seu departament de Seine-et-Oise, on va esdevenir president de la junta. L'any 1792 va marcar un punt d'inflexió, amb l'assassinat de l'alcalde d'Étampes, Jacques Guillaume Simonneau, i després el saqueig de les propietats del rei per part de la multitud el 20 de juny de 1792.